# David Moinina Sengeh
David Moinina Sengeh é um político serra-leonino e atual Ministro-chefe de Serra Leoa desde 10 de julho de 2023. Ocupa concomitantemente os cargos de Ministro da Educação e Diretor de Inovação da Diretoria de Ciência, Tecnologia e Inovação em Serra Leoa. Ele é um bolsista sênior da TED.

## Educação e início da vida
Sengeh recebeu uma bolsa de estudos para estudar na Noruega e ingressou no UWC Red Cross Nordic College em 2004. Seu tio era cirurgião. Ele estudou engenharia biomédica em Universidade de Harvard. Ele pesquisou vacinas em aerossol para tuberculose e formou-se como bacharel em 2010. Durante seu tempo na Harvard University, ele foi cofundador da Lebone Solutions, uma startup que desenvolveu baterias baratas a partir de células de combustível microbianas. Ele foi listado na revista Smart List de 2013 Wired. Sengeh ingressou no Massachusetts Institute of Technology para seus estudos de pós-graduação, trabalhando sob a supervisão de Hugh Herr. Ele foi inspirado a trabalhar com próteses porque cresceu cercado por vítimas da guerra civil. Ele usou MRI para mapear os membros de amputados, depois avaliou onde materiais artificiais poderiam criar pontos de pressão e usou impressão 3D para gerar novos soquetes. Seus protótipos foram testados por veteranos e amputados do Boston Marathon bombing. Ele foi nomeado TED fellow em 2014, entregando um palestra intitulada O problema doloroso de membros protéticos. Ele foi selecionado como um dos Forbes 30 Under 30 em 2014. Ele ganhou o Lemelson–MIT Prize de 2014 por suas inovações na área da saúde. Ele foi selecionado como um dos Jovens Africanos Comprometidos com a Excelência da Face2Face Africa. Ele concluiu seu doutorado no Massachusetts Institute of Technology em 2016. Depois de concluir seu PhD, Sengeh visitou makerspaces na América falando sobre seu trabalho em próteses.
Durante sua pesquisa de doutorado, Sengeh fundou a ONG Global Minimum Inc, um programa que apóia o programa de empreendedorismo Innovate Salone em Serra Leoa, Quênia e Cidade do Cabo. Ele queria mudar 'ajuda para a África' para 'Made in Africa'. Salão de inovação "A De Mek Am" programa apoia equipes de escolas secundárias a desenvolver soluções para problemas locais. Foi criado em colaboração com o MIT Media Lab e MIT Public Service Center e inspirado nas competições de inovação do MIT. Sengeh apoiou os projetos dos alunos vencedores para viajar para os Estados Unidos, onde eles falaram na Maker Faire. Ele apoiou Kelvin Doe, por treze anos velho inventor que nunca havia deixado um raio de dezesseis quilômetros de sua casa em Sierra Leone, para se juntar ao MIT Visiting Practitioner's Program. Sengeh tornou-se o mentor de Kelvin Doe. Voltou aos palcos TED em 2015, conversando com Kate Krontiris sobre inovação e inspiração. Ele falou no NextEinstein Forum.

## Carreira
Foi oferecido a Sengeh um cargo na IBM na África, trabalhando em assistência médica baseada em dados. Ele trabalhou com IBM Research em Nairóbi, bem como em seu mais novo laboratório em Joanesburgo, projetando e desenvolvendo tecnologias de saúde na África. Há menos de 50 médicos para cada cem mil cidadãos na África, então Sengeh está explorando o uso de inteligência artificial.Ele trabalhou com Waheeda Banu Saib da Universidade de KwaZulu-Natal. Ele fez parceria com Port Loko Health Management Team para projetar uma ferramenta baseada na web que permite aos distritos monitorar o Ebola. Ele escreve para HuffPost.
Em maio de 2018, Sengeh ingressou no Gabinete do Presidente de Serra Leoa, trabalhando como diretor de inovação. Em 2019, ele foi nomeado Ministro da Educação da Serra Leoa. Ele garantiu que cada criança no Distrito de Pujehun tivesse acesso a um laptop. Ele falou na Bill & Melinda Gates Foundation e foi descrito como um pioneiro. Ele é um músico prolífico.